# Bljagornitsa
Bljagornitsa (bulgariska: Блягорница) är ett vattendrag i Bulgarien.   Det ligger i regionen Sliven, i den centrala delen av landet, 230 kilometer öster om huvudstaden Sofia.
Omgivningarna runt Bljagornitsa är en mosaik av jordbruksmark och naturlig växtlighet. Runt Bljagornitsa är det ganska tätbefolkat, med 96 invånare per kvadratkilometer.